# Blaberus peruvianus
Blaberus peruvianus es una especie de insecto blatodeo de la familia Blaberidae. Comparte con el resto de sus congéneres Blaberus uno de los mayores tamaños entre las cucarachas.

## Distribución geográfica
Se la puede encontrar en Perú.